# Lowndes County (Georgia)
Lowndes County is een county in de Amerikaanse staat Georgia.
De county heeft een landoppervlakte van 1.306 km² en telt 92.115 inwoners (volkstelling 2000). De hoofdplaats is Valdosta.